# Asandros (Vua Bosporos)
Asandros tên hiệu Philocaesar Philoromaios (tiếng Hy Lạp: Άσανδρoς Φιλοκαισαρ Φιλορώμαίος, Asander, người tình của Caesar người tình của Roma, 110 TCN - 17 TCN) là một nhà quý tộc và một người có vị trí cao trong Vương quốc Bosporos.
Asandros là một người Hy Lạp và có thể là có nguồn gốc Ba Tư. Không có nhiều được biết về gia đình và thời trai trẻ của ông. Ông bắt đầu sự nghiệp chính trị và quân sự như một vị tướng dưới quyền Pharnaces II, vua của Pontos và Bosporus. Theo một số học giả, Asandros kết hôn với người vợ đầu tiên là một phụ nữ gọi là Glykareia. Bà được biết đến từ một dòng chữ Hy Lạp còn sót:
Glykareia, vợ của Asandros
Năm 47 trước Công nguyên, Asandros kết hôn là vợ thứ hai của mình là con gái của Pharnaces II với người vợ Sarmatia của ông ta, Dynamis. Bà ấy là một cháu gái của vua Mithridates VI của Pontos và người vợ đầu tiên của mình, em gái của ông, Laodice. Năm 47 trước Công nguyên, Asandros nổi dậy chống lại Pharnaces II, người đã bổ nhiệm ông làm nhiếp chính của Vương quốc Bosporos, trong cuộc chiến chống lại vị tướng của Cộng hòa La Mã, Gnaeus Domitius Calvinus. Ông hy vọng bằng cách đào ngũ và phản bội cha vợ, Asander sẽ thắng lợi với những người La Mã và họ có thể giúp ông ta trở thành vua Bosporos. Pharnaces II đã bị đánh bại bởi những người La Mã. Ông ta bỏ chạy và đã tị nạn thoát khỏi những người La Mã với những người ủng hộ ông. Asandros bắt được Pharnaces II và ra lệnh giết chết Pharnaces II và những người ủng hộ ông ta.
Asandros đã trở thành vua Bosporos và đã có thể giữ lại ngôi vua với Dynamis, vợ của mình là Nữ hoàng. Điều này tiếp tục cho đến khi độc tài La Mã Gaius Julius Caesar chỉ định một người chú bên nội của Dynamis, Mithridates II tuyên chiến với Vương quốc Bosporos và khẳng định vương quyền cho chính ông ta. Asandros và Dynamis bị đánh bại bởi Mithridates II và đã buộc phải sống lưu vong chính trị. Tuy nhiên sau cái chết của Julius Caesar năm 44 TCN, Vương quốc Bosporos đã được phục hồi cho Asandros và Dynamis bởi cháu trai lớn của Julius Caesar và người thừa kế Octavian (Hoàng đế La Mã Augustus trong tương lai). Dynamis sinh cho Asandros một con trai tên là Aspurgus. Có một khả năng rằng Asandros và Dynamis có thể có người con khác.
Theo nhà địa lý Hy Lạp Strabo, Asandros, trong suốt triều đại của ông, đã dựng một bức tường lớn hoặc một con mương có chiều dài khoảng 360 stadia qua eo đất của Crimea (hiện nay là eo đất Perekop). Mục đích của bức tường được xây dựng là để bảo vệ bán đảo chống lại cuộc tấn công từ dân du mục.
Từ năm 44 TCN cho đến khi ông mất trong năm 17 trước Công nguyên, Asandros cai trị như một vị vua hùng mạnh của Bosporos, mặc dù vài lần, trong triều đại của mình, ông đã trải qua một thời gian rất khó khăn. Năm 17 trước Công nguyên, Asandros chết vì tuyệt thực trong sự tuyệt vọng ở tuổi 93, khi ông chứng kiến đội quân của ông rời bỏ ông để theo kẻ cướp ngôi La Mã, Scribonius. Scribonius, giả vờ là một người họ hàng của Dynamis, để ông ta có thể nắm ngai vàng cho mình.
Dynamis đã buộc phải kết hôn với Scribonius. Nhưng chính khách La Mã Marcus Vipsanius Agrippa đã phát hiện ra sự lừa dối của Scribonius, ông can thiệp vào tình hình và chỉ định Polemon I của Pontos lên làm vị vua Bosporos mới. Dynamis và Polemon đã kết hôn trong năm 16 trước Công nguyên. Dynamis sau đó qua đời vào năm 14 trước Công nguyên. Polemon tiếp tục cai trị cho đến khi ông mất trong năm 8 trước Công nguyên. Polemon sau đó được kế vị bởi Aspurgus.